# 总供给
总供给（英語：aggregate supply，縮寫：AS），指某一时期一个经济中各企业所愿意生产的商品与服务的价值的总和。

## 说明
某一时期一个经济中各企业所愿意生产的商品与服务的价值的总和。总供给是可供利用的资源、技术和价格水平的函数。
社会总供给是指一个国家或地区在一定时期内（通常为1年）由社会生产活动实际可以提供给市场的可供最终使用的产品和劳务总量。